# Didier Awadi

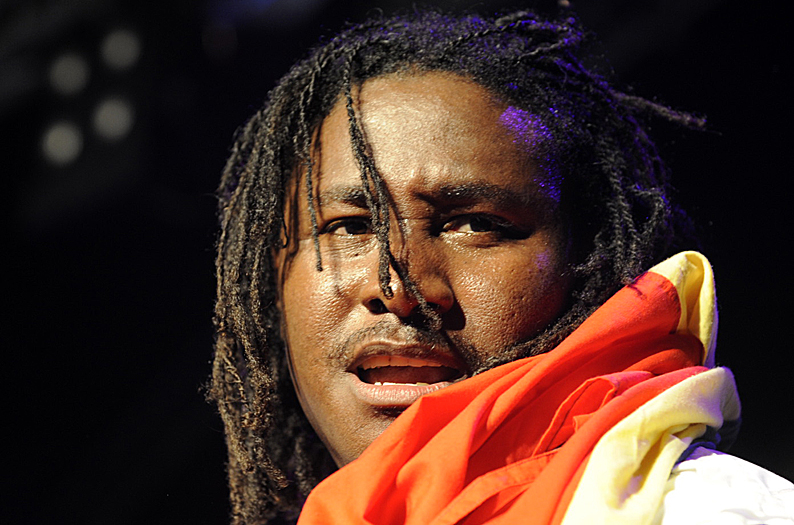
Didier Awadi

Didier Awadi (* 11. August 1969 in Dakar) ist ein senegalesischer Rapper und Musiker.

## Leben
Awadi wurde als Sohn eines Vaters aus der westafrikanischen Republik Benin und einer Mutter aus der Inselrepublik Kap Verde geboren. 1984 gründete er seine erste Musikgruppe, die senegalesischen Hip-Hop spielte. 1989 folgte dann zusammen mit Douggy E. Tee (Amadou Berry) die Bildung der Formation Positive Black Soul (PBS), die ein positives Bild Afrikas zeigen wollte. Der senegalesisch-französische Rapper MC Solaar tourte mit der Gruppe 1992 als Vorgruppe durch Frankreich.
1994 nahm die Gruppe PBS den Song Boul Faalé auf, der die Korruption im Senegal anprangerte und der 1995 auf der CD Salaam international veröffentlicht wurde. Die Gruppe bereiste in den Jahren bis 2001 viele Länder der Erde und trat militant und kritisch als Betrachter der Entwicklungen in Afrika und der Welt auf. 2001 trennten sich die beiden Gründer von PBS, um eigene Solokarrieren zu beginnen.
Awadi hatte bereits 1998 sein eigenes Tonstudio in Dakar gegründet. 2001 drehte er einen Film, in welchem er die lokale Hip-Hop-Kultur Senerap aufzeichnete. 2003 wurde das Tonstudio in Studio Sankara umbenannt. Im Jahr darauf nahm er mit dem ivorischen Sänger Tiken Jah Fakoly das politische Lied Quitte Le Pouvoir (Gib die Macht ab!) auf. 2005 sang er auf dem Benefizkonzert Afrika Live, das Youssou N’Dour mit zwei Dutzend Künstlern in Dakar im Kampf gegen die Malaria veranstaltete. 2007 stellte er sein Projekt Presidents of Africa im Pariser Bataclan mit Künstlern aus ganz Afrika vor.
Awadi ist in den letzten Jahren kritisch mit der Wanderungsbewegung aus Afrika und dem Thema Flüchtlingsabwehr durch Europa umgegangen.

## Ehrungen und Auszeichnungen
- 2003: RFI World Music Award

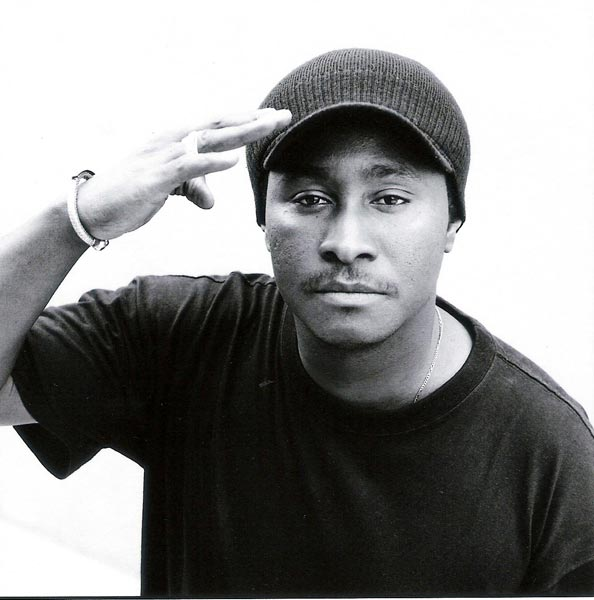
Didier Awadi

- 2004: Tamani Award, Mali, als Best African Rapper
- 2005: Chevalier des Arts et des Lettres, Frankreich

## Werke
- 1995: mit PBS, Salaam.
- 2012: mit Wyclef Jean, Viviane N’Dour et al. Ma Revolution.

als Solist
- 2002: Kaddu Gor (Ehrenwort).
- 2005: Un Autre Mondes est Possible.
- 2006/2009: Sunugaal.
- 2010: Présidents d’Afrique.[2]